# Brauhausstraße 4 (Merseburg)

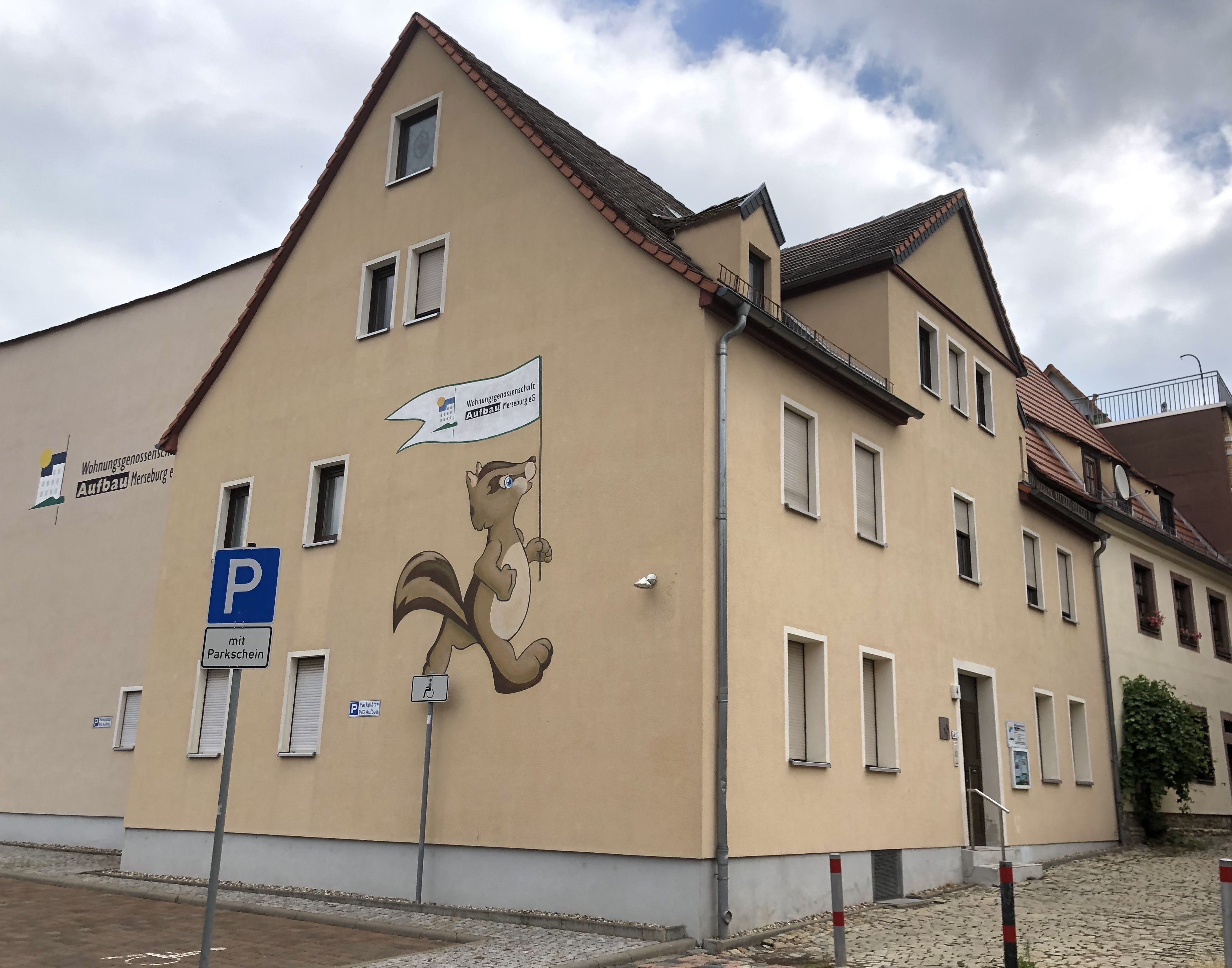
Brauhausstraße 4 im Jahr 2021

Das Gebäude Brauhausstraße 4 ist ein denkmalgeschütztes Wohnhaus in der Stadt Merseburg in Sachsen-Anhalt.

## Lage
Es befindet sich in der Merseburger Altstadt auf der Nordseite der Brauhausstraße. Unmittelbar östlich grenzt das gleichfalls denkmalgeschützte Haus Brauhausstraße 6 an.

## Architektur und Geschichte
Das Gebäude entstand im 18. Jahrhundert als schlichtes barockes Wohnhaus. Am Hofflügel der Anlage befindet sich eine kleine Galerie. Bemerkenswert ist der dort befindliche Keller, der gotischen Ursprungs ist.
Im örtlichen Denkmalverzeichnis ist das Wohnhaus unter der Erfassungsnummer 094 20116 als Baudenkmal verzeichnet.
Derzeit (Stand 2021) ist das Haus Sitz der Wohnungsgenossenschaft „Aufbau“ Merseburg eG.